# Rotationsglätter

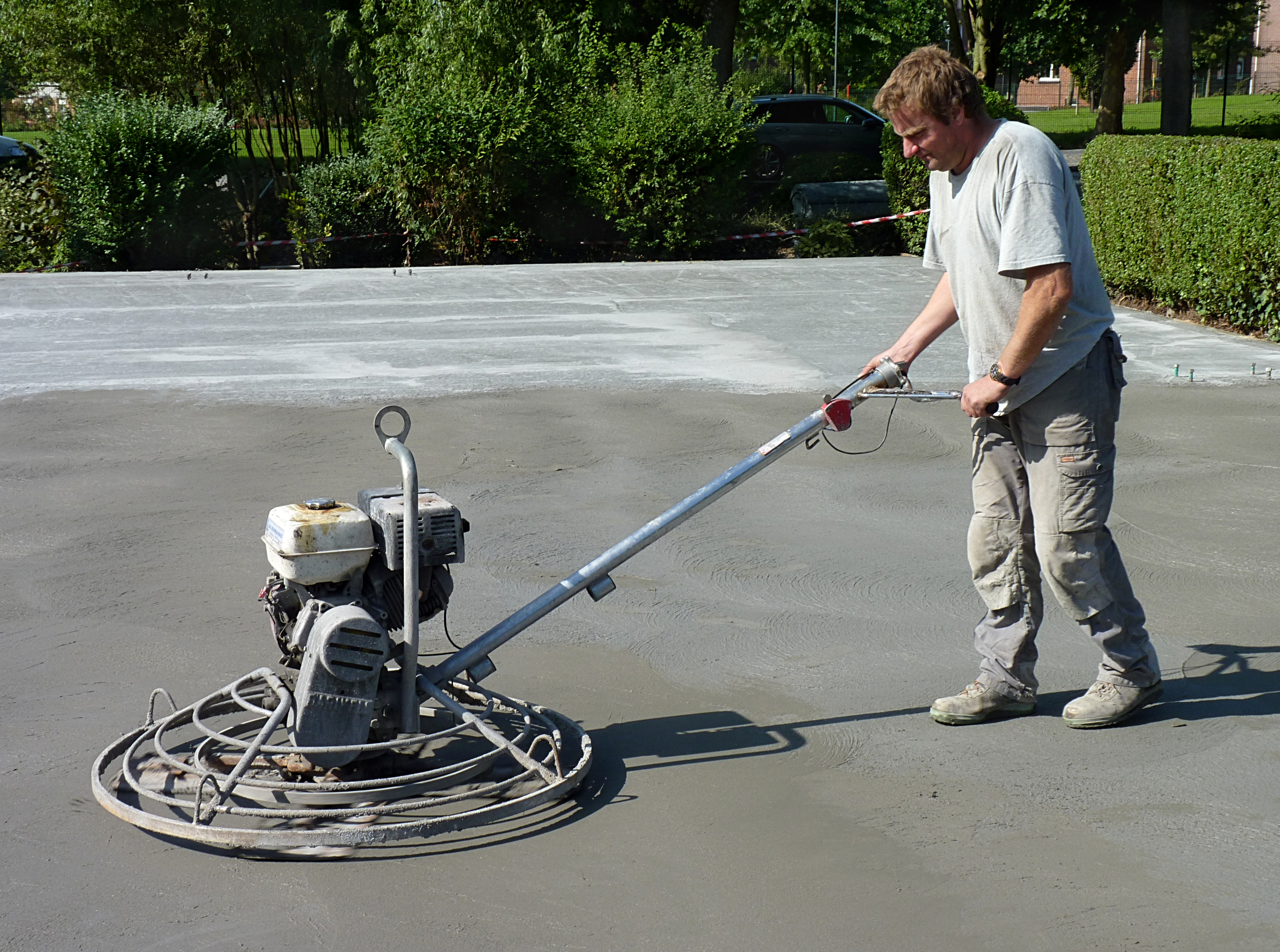
Deichselgeführter Rotationsglätter

Der Rotationsglätter oder Flügelglätter ist eine Baumaschine, die zum Glätten von frisch hergestellten Betonflächen verwendet wird. Die Maschine kommt zum Einsatz, wenn die Anforderungen an Betonflächen hinsichtlich Verschleißfestigkeit und Ebenheit besonders hoch sind. Dies ist beispielsweise bei der Herstellung von Böden in Industriebauten oder Parkhäusern der Fall.
Rotationsglätter werden in der BGL/EUROLISTE unter der Schlüsselnummer E.6.71 – Rotationsglätter aufgeführt. Kenngröße ist der Scheibendurchmesser in Millimeter (entspricht der Arbeitsbreite).

## Zweck
Durch den Einsatz eines Rotationsglätters kann eine porenfreie, geschlossene und gut verdichtete Oberfläche mit erhöhter Verschleißfestigkeit erzielt werden. Gleichzeitig erfolgt eine Nachverdichtung und Beseitigung von kleineren Unebenheiten.

## Anwendung
Mit dem Glättvorgang darf erst begonnen werden, wenn die Erhärtung des Betons so weit fortgeschritten ist, dass beim Betreten der Betonoberfläche nur geringe Fußabdrücke mit einer Tiefe von 2 bis 3 mm entstehen. Die Wartezeit kann wesentlich verkürzt werden, wenn der Frischbeton flächig mit Unterdruck behandelt und so überflüssiges Wasser abgeführt wird (sogenannter Vakuumbeton).
Der Glättvorgang wird je nach Anforderung mit Reibscheibe (Grobglätten) oder mit Flügelscheibe (Feinglätten) ausgeführt. Üblicherweise sind 5 bis 6 Übergänge notwendig, um eine fertige Oberfläche zu erhalten. Die so genannte Rotationssymmetrie sorgt bei dem Gerät für die sehr genaue Ebenheit.

## Arbeitsschutz
Benzinbetriebene Motoren erzeugen Abgas, das neben Kohlenstoffmonoxid (CO) weitere Gefahrstoffe, z. B. Kohlenwasserstoffe, Benzol, Kohlenstoffdioxid (CO2) und Stickoxide (NOx) enthält. Oft sind benzinbetriebene Flügelglätter mit und ohne Katalysatoren sowie gasbetriebene Flügelglätter nebeneinander im Einsatz. Der CO-Ausstoß der Glätter ohne Katalysator beeinflusst auch Personen, die mit einem Flügelglätter mit Katalysator arbeiten. Beim Einsatz benzinbetriebener Rotationsglätter ohne Katalysator in Wohnräumen und Industriehallen wird der Arbeitsplatzgrenzwert (AGW) von CO deutlich überstiegen. Dies ist auch beim Einsatz benzinbetriebener Flügelglätter ohne Katalysator im Freien möglich.
Benzinbetriebene Rotationsglätter ohne Katalysator dürfen in Räumen nicht eingesetzt werden. Geräte mit Katalysator sind in offenen Hallen mit natürlicher Durchlüftung mit Höhen über 5 m zulässig. Es muss aber für ausreichende technische Lüftung gesorgt werden. Im Freien dürfen benzinbetriebene Glättmaschinen ohne Katalysator nur eingesetzt werden, wenn die Einhaltung des AGW messtechnisch überprüft und sichergestellt wird. Diese Überprüfung ist zu dokumentieren.

## Bauarten
Es werden zwei Bauarten von Rotationsglättern unterschieden:
Deichselgeführter Flügelglätter
Kleinflächen mit bis zu 400 m² werden mit deichselgeführten Flügelglättern bearbeitet. Die Maschine verfügt über eine Scheibe mit einem Durchmesser zwischen 0,6 Meter und 1,0 Meter und wird von einem Elektro- oder Verbrennungsmotor angetrieben.
Doppelflügelglätter
Auf Großflächen über 400 m² ist der Einsatz von Doppelflügelglättern wirtschaftlicher, da diese im Vergleich zum Einscheibenglätter eine 5- bis 6-mal höhere Leistungsfähigkeit aufweisen. Sie werden von einem Verbrennungsmotor angetrieben und besitzen eine Arbeitsbreite zwischen 2,0 Meter bis 2,5 Meter. Zudem sind sie mit einem Fahrersitz ausgestattet.